# Христич, Зоя Петровна
Зо́я Петро́вна Хри́стич (укр. Зоя Петрівна Христич; 1 ноября 1932, Тирасполь, Молдовская АССР — 3 мая 2016, Киев, Украина) — советская и украинская оперная певица (лирическое сопрано), педагог. Народная артистка УССР (1965).

## Биография
В 1956 году окончила Одесскую консерваторию (класс Ольги Благовидовой). В 1956—1981 — солистка Киевского театра оперы и балета.
В 1965—2011 годах — преподаватель Киевской консерватории (с 1995 — Национальной музыкальной академии Украины им. П. И. Чайковского), с 1984 года профессор.
Среди её учеников — Лидия Забиляста, Людмила Ларикова, Владимир Гришко, Людмила Маковецкая-Трофимчук, Ольга Каминская.
Была лауреаткой международных конкурсов. Выступала с концертами в Италии, на Кубе и в других странах.
Скончалась в мае 2016 года на 84-м году жизни.

## Творчество
Выступала в классическом репертуаре, в том числе в постановках:
- Леонора («Трубадур» Джузеппе Верди),
- Маргарита («Фауст» Шарля Гуно),
- Эльза («Лоэнгрин» Вагнера),
- Царица Ночи («Волшебная флейта» Моцарта),
- Бьянка («Укрощение строптивой» Шебалина) и др.

### В украинском репертуаре
- Катерина (одноимённая опера Николая Аркаса),
- Гелена («Богдан Хмельницкий» Константина Данькевича),
- Оксана («Запорожец за Дунаем» Семёна Гулака-Артемовского),
- Наталка («Наталка Полтавка» Николая Лысенко) и др.